# Ванжула, Анатолий Валерьевич
Анатолий Валерьевич Ванжула (29 июня 1975, Таганрог) — российский футболист, выступавший на позиции полузащитника. Играл в высших дивизионах России и Белоруссии.

## Биография
На взрослом уровне начал играть в 18-летнем уровне в команде «Торпедо» из своего родного города, за три сезона провёл около 100 матчей во второй лиге. В 1997 году перешёл в саратовский «Сокол», выступавший дивизионом выше, а полтора года спустя перебрался в липецкий «Металлург».
В 1999 году присоединился к клубу высшего дивизиона — новороссийскому «Черноморцу». Дебютный матч в составе команды сыграл 17 апреля 1999 года против «Зенита», выйдя на замену на 80-й минуте вместо Льва Березнера. Всего в высшей лиге сыграл 13 матчей, из них только один — полностью, и в июле того же года покинул команду.
В 1999 году перешёл в новотроицкую «Носту», с которой вышел из второго дивизиона в первый. Следующий сезон начал в ульяновской «Волге», затем недолгое время провёл в команде первой лиги Казахстана «Мангыстау» и в том же сезоне вернулся в «Носту», с которой вылетел из первого дивизиона.
В 2004 году сыграл 5 матчей в высшей лиге Белоруссии в составе минского «Торпедо-СКА». В дальнейшем выступал за клубы второго дивизиона, последним из которых стал в 2009 году родной «Таганрог». В конце карьеры провёл несколько сезонов в любительских командах.
После окончания игровой карьеры работает в Таганроге детским тренером.